# East Liberty (Ohio)
East Liberty es un lugar designado por el censo (en inglés, census-designated place, CDP) ubicado en el condado de Logan, Ohio, Estados Unidos. Según el censo de 2020, tiene una población de 371 habitantes.

## Geografía
La localidad está ubicada en las coordenadas 40°20′2″N 83°35′6″O / 40.33389, -83.58500. Según la Oficina del Censo de los Estados Unidos, tiene una superficie de 4.09 km², correspondientes en su totalidad a tierra firme.

## Demografía
Según el censo de 2020, hay 371 personas residiendo en la localidad. La densidad de población es de 90.71 hab./km². El 90.30% de los habitantes son blancos, el 0.54% son afroamericanos, el 0.27% es de otra raza y el 8.89% son de una mezcla de razas. Del total de la población, el 2.16% son hispanos o latinos de cualquier raza.